# Балты (династия)
Балты (устаревшее — Балтунги; гот. Balþa) — королевская династия, представители которой с конца IV века до первой трети VI века правили вестготами.

## История династии
Основными нарративными источниками о династии Балтов являются труды Кассиодора и сочинение «О происхождении и деяниях гетов» Иордана. В этих источниках, посвящённых, в основном, истории правившей остготами династии Амалов, род Балтов называется менее знатным, чем род Амалов. Иордан, повествуя о Балтах, приводил этимологию названия — «Смелые» (по другому переводу — «Храбрые»), и сообщал, что представители этого рода были выходцами из готской аристократии, получившими власть благодаря своей отваге и доблести. В то же время, по свидетельству этого историка, Амалы были исконными правителями готов, ведшими своё происхождение от обожествлённого предка-эпонима Гаута.
На основании этих сведений современные историки делают предположение, что род Балтов получил власть уже после разделения единой готской общности на вестготов и остготов. Это событие датируется III веком. Считается, что первым королём вестготов был Книва, идентифицируемый с упоминавшимся Иорданом Овидой, дедом Гебериха, и с Каннабой «Авторов жизнеописаний Августов». Возможно, этот же правитель был и родоначальником Балтов.
Предполагается, что Балтами были большинство известных из исторических источников правителей вестготов IV века: Ариарих, Аорих и Атанарих, возможно, принадлежавшие к одной семье. Балтом, вероятно, был и Алавив, которого некоторые историки считают отцом Алариха I — первого правителя вестготов, упоминавшегося в античных источниках с королевским титулом. Скончавшемуся в 410 году Алариху наследовали короли Атаульф, первый из правителей варваров породнившийся с римской императорской семьёй, и Валия. Оба они были связаны с Балтами родственными отношениями по женской линии. Всех этих лиц условно относят к так называемым «Старшим Балтам», при которых вестготы, ранее жившие на левом берегу реки Дунай, из-за угрозы нападения гуннов переселились на земли Римской империи.
Валии в 418 году наследовал Теодорих I. Возможно, он не был потомком «Старших Балтов» по мужской линии, но, вероятно, что он был женат на дочери Алариха I, и это позволило ему беспрепятственно получить власть над вестготами. Теодорих I вёл активную брачную политику, породнившись с правителями вандалов и свевов, а также, возможно, с римским патрицием Флавием Аэцием. Теодориха I и его потомков условно называют «Младшими Балтами». При них вестготы укрепились в Римской Галлии, основав здесь так называемое Тулузское королевство.
После гибели Теодориха I в битве на Каталаунских полях в 451 году, престол вестготов занимали сначала его дети — Торисмунд, Теодорих II и Эйрих, а затем внук Аларих II. При этих королях из династии Балтов Вестготское королевство достигло своего наивысшего могущества, распространив свою территорию на бо́льшую часть Галлии и Испании. Однако уже при Аларихе II вестготы столкнулись с сильным противником, франками, возглавляемыми королём Хлодвигом I. Десятилетнее противостояние между этими народами завершилось в 507 году разгромом вестготов в битве при Вуйе, гибелью Алариха II и падением Тулузского королевства. После этого поражения под властью правителей вестготов остались только земли Пиренейского полуострова, где до начала VIII века существовало так называемое Толедское королевство.
Алариху II последовательно наследовали два сына: сначала погибший в 511 или 513 году в ходе междоусобной войны Гезалех, а затем Амаларих. К моменту восшествия Амалариха на престол вестготы уже безусловно признавали над собой первенство короля остготов Теодориха Великого из династии Амалов, получившего право управлять Толедским королевством от имени своего малолетнего внука. В 531 году Амаларих, уже достигший совершеннолетия и женатый на дочери франкского короля Хлодвига I Клотильде Младшей, вступил в конфликт с братом своей жены Хильдебертом I, потерпел поражение в сражении и был убит в Барселоне. Он стал последним правителем вестготов из рода Балтов. После гибели Амалариха у вестготов был восстановлен древнегерманский обычай выборности королей.

## Родословие Балтов
- I. Аларих I (умер в 410 году) — первый король вестготов (395—410)
  -  II. дочь — брак: Теодорих I (погиб в 451 году) — король вестготов (418—451)
    - III. Торисмунд (убит в 453 году) — король вестготов (451—453)
    - III. Теодорих II (убит в 466 году) — король вестготов (453—466)
    - III. Фридерих (погиб в 463 году)
    - III. Эйрих (умер в 484 году) — король вестготов (466—484). Брак: Рагнахильда
      -  IV. Аларих II (погиб в 507 году) — король вестготов (484—507). Браки: 1. конкубина; 2. Тиудигото, дочь короля остготов Теодориха Великого
        - V. Гезалех (от первого брака; погиб в 511 или 513 году) — король вестготов (507—511)
        -  V. Амаларих (от второго брака; погиб в 531 году) — король вестготов (511/526—531). Брак: Клотильда Младшая (500/502—531), дочь короля франков Хлодвига I

    - III. Рицимер
    - III. Химнерит
    - III. дочь — брак (до 442 года): король вандалов Хунерих (умер в 484 году)
    - III. дочь — возможно, брак (в 439 году): римский патриций Флавий Аэций (убит в 454 году)
    -  III. дочь — брак (с 449 года): король свевов Рехиар (погиб в 456 году)